# Gunhild Blanke
Gunhild Blanke es una deportista de la RDA que compitió en remo.
Ganó una medalla de oro en el Campeonato Mundial de Remo de 1974 y dos medallas en el Campeonato Europeo de Remo, bronce en 1970 y plata en 1971.

## Palmarés internacional
| Campeonato Mundial | Campeonato Mundial     | Campeonato Mundial | Campeonato Mundial       |
| Año                | Lugar                  | Medalla            | Prueba                   |
| ------------------ | ---------------------- | ------------------ | ------------------------ |
| 1974               | Lucerna (Suiza)        | Medalla de oro     | Ocho con timonel         |
| Campeonato Europeo |                        |                    |                          |
| Año                | Lugar                  | Medalla            | Prueba                   |
| 1970               | Tata (Hungría)         | Medalla de bronce  | Cuatro scull con timonel |
| 1971               | Copenhague (Dinamarca) | Medalla de plata   | Ocho con timonel         |